# Poljoprivredna savjetodavna služba Repulike Hrvatske
Poljoprivredna savjetodavna služba Repulike Hrvatske je specijalizirana javna ustanova Republike Hrvatske za obavljanje poslova poljoprivredno-savjetodavne djelatnosti u poljoprivredi, ruralnom razvoju i ribarstvu. Sjedište je u Zagrebu. Osnivač je Republika Hrvatska, a prava i dužnosti za državu obnaša ministarstvo nadležno za poslove poljoprivrede.

## Vanjske poveznice
- Statut Savjetodavne službe[neaktivna poveznica]